# TT83
Ne doit pas être confondu avec Prise murale TT83.
La tombe thébaine TT 83 est située à Cheikh Abd el-Gournah, dans la nécropole thébaine, sur la rive ouest du Nil, face à Louxor en Égypte.
C'est la sépulture d'Âmtou, père d'Ouseramon, vizir durant les règnes d'Hatchepsout et Thoutmôsis III.